# Propulsion électrique (spatial)
Pour les articles homonymes, voir Propulsion électrique.
La propulsion électrique dans le domaine spatial est  un type de propulsion à réaction dans lequel l'électricité est utilisée comme source d'énergie pour accélérer un fluide. Contrairement à la propulsion chimique, ce type de propulsion spatiale ne fournit pas des poussées suffisamment importantes (poussées inférieures à 1 newton, soit 100 grammes-force) pour placer en orbite des satellites artificiels mais, grâce à une impulsion spécifique très élevée, elle permet de réduire de manière très importante (jusqu'à dix fois) la masse d'ergols nécessaire pour manœuvrer un engin dans l'espace par rapport aux autres types de propulsion. L'énergie électrique est fournie généralement par des panneaux solaires photovoltaïques, mais elle pourrait également provenir de générateur thermoélectrique à radioisotope (RTG).
Des prototypes de propulseurs ont été développés dans les années 1960, mais ce n'est que depuis les années 2000 que son emploi s'est généralisé pour les corrections orbitales des satellites circulant en orbite géostationnaire, et pour l'exploration du système solaire sur certaines sondes spatiales (Smart 1, Dawn, Hayabusa, BepiColombo). De nombreuses techniques coexistent, mais deux catégories se sont particulièrement développées : les moteurs à effet Hall et les moteurs ioniques à grilles.

## Limites des propulseurs à énergie chimique
Les moteurs-fusées qu'ils soient à ergols liquide ou propergol solide utilisent  l'énergie chimique contenue dans les ergols qu'ils brulent pour produire leur poussée. Cette technique, où l'ergol constitue à la fois le fluide de travail et la source d'énergie, présente le mérite de la simplicité mais son rendement est limité par l'énergie contenue dans les ergols. La vitesse d'éjection des gaz par le système propulsif, qui mesure le rendement d'un moteur, ne peut pas dépasser les 4500 m/s (couple oxygène liquide/hydrogène liquide). La vitesse d'une fusée à propulsion chimique peut atteindre, grâce à son étagement, une valeur lui permettant de placer un satellite en orbite basse (vitesse finale > 7,6 km/s) ou même de quitter le champ de gravité terrestre (vitesse finale > 11 km/s). Mais si on veut atteindre des vitesses plus élevées la quantité d'ergols à emporter devient rapidement une contrainte insurmontable. Pour atteindre une vitesse 10 fois supérieure à la vitesse d'éjection des ergols, la proportion d'ergols doit être multipliée par 100 000 (autrement dit s'il faut un kilogramme d'ergols pour atteindre une vitesse de 4,5 km/s, il faudra 100 000 kilogrammes d'ergols pour atteindre une vitesse de 45 km/s). Pour contourner cette limite il faut utiliser un mode de propulsion dans lequel le fluide dont l'éjection permet d'accélérer la fusée est distinct de la source d'énergie qui accélère le fluide. L'énergie peut-être fournie par un générateur électrique (panneaux solaires, ...) ou en réchauffant le fluide par un réacteur nucléaire à fission (propulsion nucléaire thermique).

## Historique
Le concept de la propulsion électrique spatiale est décrit de manière relativement simultanée et indépendante en 1906 par les pionniers du domaine spatial Robert Goddard, en 1906, et Constantin Tsiolkovski, en 1911. Différentes modalités de mise en œuvre sont décrites par Hermann Oberth, en 1929, puis par Shepherd et Cleaver, au Royaume-Uni, en 1949. Les premières recherches pratiques démarrent dans les années 1960, au début de l'ère spatiale. Elles sont menées aux États-Unis par le centre de recherche Glenn de la NASA, par le JPL et par les laboratoires de recherche Hughes et en Union soviétique par plusieurs laboratoires de recherche. Les premiers propulseurs électriques expérimentaux utilisés dans l'espace sont des moteurs ioniques, utilisant comme fluide du mercure ou du césium. Les recherches soviétiques se concentrent sur les moteurs à effet Hall, tandis que les chercheurs américains s'intéressent plus particulièrement aux moteurs ioniques à grilles.
L'installation d'un couple de moteurs SPT-60 à bord des satellites météorologiques soviétiques Meteor (premier lancement en 1971) constitue la première application opérationnelle de la propulsion électrique spatiale. Ces moteurs à effet Hall sont utilisés pour maintenir les satellites sur leur orbite. Le Japon lance en 1995 le satellite Engineering Test Satellite VI, qui est équipé d'un moteur ionique à grilles. Aux États-Unis, la première utilisation commerciale débute en 1997 avec le lancement de satellites de télécommunications Hughes équipés de moteurs XIPS (Xenon Ion Propulsion System).
La propulsion électrique a été également utilisée depuis le début du XXIe siècle par certaines missions d'exploration du système solaire nécessitant des accélérations très importantes mais dont la trajectoire est compatible avec la faible poussée : pour compenser ce handicap, le moteur électrique fonctionne de manière quasi continue éventuellement durant plusieurs années.  La mission américaine Deep Space 1 lancée en 1998 est le précurseur de ce type d'utilisation.  

## Sources d'énergie
La source d'énergie du propulseur électrique peut être endogène, c'est-à-dire que l'énergie est stockée à bord de l'engin spatial, ou exogène. Une source endogène peut être par exemple chimique, auquel cas sa durée de vie est relativement limitée (quelques mois au maximum), ou nucléaire avec une durée de vie de quelques années. Presque tous les propulseurs électriques mis en oeuvre utilisent une source exogène constituée par le Soleil.

## Avantages et inconvénients
L'impulsion spécifique de la propulsion électrique peut théoriquement atteindre des valeurs particulièrement importantes (jusqu'à 25 000 secondes contre 450 secondes pour les moteurs-fusées chimiques les plus performants) mais la  poussée fournie est très faible : de quelques dixièmes de newton à quelques newtons au maximum pour les propulseurs électriques opérationnels, soit 100 000 fois moins que les moteurs-fusées chimiques les plus puissants. Aussi la propulsion électrique ne peut pas être utilisée pour placer en orbite un satellite (sauf dans la phase finale du vol  qui est compatible avec des accélérations faibles dans le cas des satellites placés en orbite géostationnaire) ou propulser un missile. Son usage est réservé aux opérations de contrôle d'attitude d'un satellite ou de correction de son orbite qui ne nécessitent que des poussées très faibles. Le choix d'une propulsion électrique permet de réduire la masse d'ergols et donc d'accroitre la proportion du satellite réservée à la charge utile.
Pour une force de poussée et un temps de poussée donné, la masse de carburant nécessaire est inversement proportionnelle à l'impulsion spécifique, tel que
{\displaystyle m_{\mathrm {ergol} }={\dot {m}}\Delta t={\frac {T\Delta t}{I_{\mathrm {sp} }g_{0}}}}
Où
- {\displaystyle {\dot {m}}} est le débit massique (kg/s) ;
- {\displaystyle T} (Thrust en anglais) la poussée (N) ;
- {\displaystyle \Delta t} le temps de poussée (s) ;
- {\displaystyle I_{\mathrm {sp} }} l'impulsion spécifique (s) ;
- {\displaystyle g_{0}} l'accélération de pesanteur (m/s2).

Cette technologie présente toutefois certains inconvénients :
- La poussée générée par ces moteurs étant très faible (équivalent au souffle d'un homme sur une main, pour certains de ces moteurs), la durée des missions peut être très longue pour pouvoir fournir le Delta-v souhaité ;
- La puissance des panneaux solaires apportant l'énergie au système est limitée par la masse de ceux-ci, par conséquent cela réduit aussi la poussée que peut produire le moteur. Ce phénomène est d'autant plus présent que la sonde ainsi équipée s'éloigne du Soleil (lorsque la distance double, la puissance reçue par les panneaux est divisée par quatre).

Bien que l'avantage de la propulsion électrique soit son impulsion spécifique et donc son efficacité, il n'est pas forcément judicieux de vouloir la maximiser. En effet, la masse des batteries et du système d'alimentation électrique évolue de manière à peu près linéaire en fonction de la puissance requise par le moteur, tel que {\displaystyle m_{p}=\alpha P}.
On peut alors démontrer qu'il y a un une impulsion spécifique optimale pour un moteur électrique :
{\displaystyle {\widehat {I_{\mathrm {sp} }}}={\frac {1}{g_{0}}}{\sqrt {\frac {2\eta \Delta t}{\alpha }}}}
Qui dépend du temps de poussée (environ le temps de mission) {\displaystyle \Delta t}, de l'efficacité de conversion de la puissance électrique en poussée {\displaystyle \eta }, de la masse spécifique ou coefficient de proportionnalité {\displaystyle \alpha }, ainsi que de l'accélération de la pesanteur {\displaystyle g}. Au delà de cette valeur, certes la poussée sera plus efficace, mais le système d'alimentation électrique sera si lourd que le moteur fournira un Delta-v moindre.

## Familles de propulseurs
La propulsion électrique d'une fusée consiste à utiliser l'énergie électrique produite par une source externe pour accélérer un fluide qui est éjecté et produit ainsi une poussée. Il existe différents types de propulsion électrique. :
- Le type de propulsion électrique le plus simple consiste à réchauffer le fluide à l'aide d'une résistance parcourue par un courant électrique (Résistojet). Sous l'effet de la chaleur le volume du fluide augmente ce qui accroit sa pression. Il est alors éjecté par une tuyère qui transforme la pression en accélération. Cette technique très rudimentaire (la vitesse d'éjection est plus faible que celle obtenue avec un propulseur chimique) est la premier type de propulsion électrique à avoir été utilisé (1965). Une variante bien plus efficace de cette catégorie de propulseur électrique (regroupée sous l'appellation de propulseur électrothermique) est l'arcjet, dans lequel le fluide est porté à une température très élevée par une décharge électrique qui le traverse. La vitesse d'éjection est alors nettement supérieure à celle d'un propulseur chimique.
- Une deuxième catégorie de propulseur électrique repose sur l'utilisation d'un champ électrique ou magnétique (généré par la source d'énergie externe) qui accélère le fluide qui a été au préalable ionisé. La vitesse d'éjection est très élevée. Les propulseurs électriques de ce type les plus couramment utilisés sont le propulseur à effet Hall et le moteur ionique.
- Enfin une troisième catégorie, dont fait partie le propulseur magnétoplasmadynamique, manipule le fluide à l'état de plasma en utilisant la force de Lorentz en appliquant la fois des champs électrique et magnétique. Elle permet théoriquement d'obtenir une poussée bien plus importante que les autres types de propulseur électrique.

| Mécanisme d'accélération                         | Moteur                                                                     | Impulsion spécifique (s) | Poussée (N) (valeurs indicatives) |
| ------------------------------------------------ | -------------------------------------------------------------------------- | ------------------------ | --------------------------------- |
| Propulsion électrothermique                      | Résistojet                                                                 |                          |                                   |
| Propulsion électrothermique                      | Arcjet                                                                     | 500 - 2 000              | 0,15 - 0,30                       |
| Propulsion électrothermique                      | VASIMR                                                                     | variable 1 000 - 30 000  | variable 10 - 500                 |
| Propulsion électromagnétique (forces de Lorentz) | Propulseur magnétoplasmadynamique (MPD) et LFA (Lorentz Force Accelerator) | 1 000 - 10 000           | 20 - 200                          |
| Propulsion électromagnétique (forces de Lorentz) | propulseur à force ponderomotrice (ElPT)                                   | 1 000 - 10 000           | 1 × 10−3 - 100                    |
| Propulsion électromagnétique (forces de Lorentz) | MPD pulsé = Propulseur à plasma pulsé (en) (PPT)                           |                          |                                   |
| Propulsion électrostatique                       | Césium contact                                                             | 7 000                    | 4 × 10−3                          |
| Propulsion électrostatique                       | Propulseur à émission de champ (en) (FEEP)                                 | 5 000 - 8 000            | 10 × 10−6 - 2,5 × 10−3            |
| Propulsion électrostatique                       | Moteur ionique à grilles                                                   | 3 000-8 000              | 0,05-0,5                          |
| Propulsion électrostatique                       | Propulseur RIT (Radiofrequency ionisation thruster)                        |                          | 18 × 10−3 - 100 × 10−3            |
| Propulsion électrostatique                       | Helicon double-layer thruster (en)                                         |                          |                                   |
| Propulsion électrostatique                       | Propulseur à effet Hall (SPT, PPS, ALT)                                    | 1 000 - 3 000            | 10 × 10−3 - 1,5                   |

## Applications

### Contrôle d'attitude
De par les très faibles poussées produites, ce type de propulsion est idéal pour effectuer des corrections d'orientation de vaisseaux ou satellites en orbite ou sur une trajectoire vers un autre corps céleste. Il évite aux concepteurs de devoir incorporer dans le vaisseau de lourds systèmes à base de monergols (RCS) ou de roues de réaction. La faible consommation de ces moteurs permet de plus d'assurer ce rôle sur une très longue durée.

### Maintien à poste des satellites en orbite géostationnaire
Le principe de fonctionnement de ces moteurs limite fortement leur poussée mais permet des durées de fonctionnement très longues. Ils ne sont donc pas toujours le meilleur choix pour un vaisseau spatial, mais leur emploi convient à merveille à des utilisations fréquentes et répétées pour maintenir des satellites à une orbite très précise. De plus, la nature de ces moteurs, contenant très peu de pièces mobiles, leur assure une très bonne fiabilité dans le temps (les moteurs chimiques subissent des contraintes mécaniques et thermiques bien plus fortes et ont une durée de vie plutôt limitée).
Un module de propulsion électrique de type VASIMR est en cours de réalisation et devrait être testé sur la Station Spatiale Internationale. La station spatiale internationale, du fait de son orbite assez basse, subit encore les effets de l'atmosphère et perd quelques mètres d'altitude chaque jour (traînée aérodynamique). Un tel moteur serait la solution la plus adaptée à son maintien sur une orbite stable.

### Propulsion interplanétaire; sondes spatiales
La sonde spatiale de la NASA Deep Space 1, lancée en 1998, a été la première à utiliser comme système de propulsion spatiale un moteur électrique. La sonde Smart-1, de l'Agence spatiale européenne a été lancée en 2004 et s'est placée en orbite autour de la Lune à l'aide de la propulsion électrique. Elle a utilisé le moteur PPS-1350, de Snecma, qui produisait une poussée de 9 grammes-force. C'est la première sonde européenne à rejoindre un corps du système solaire et à s'y être satellisée à l'aide d'une propulsion électrique. Courant 2024 une dizaine de missions d'exploration du système solaire utilisant une propulsion électrique ont été lancées. Outre Deep Space 1 et SMART-1, ce sont les  missions américaines   Dawn (2007 qui a établi un record en accélérant de plus de 10 km/s grâce à sa propulsion électrique) et Psyché (2023),  les missions japonaises Hayabusa (2003) et Hayabusa 2 (2014) et la mission  européenne BepiColombo (2018).

## Exemples de moteurs
Parmi ces moteurs figurent :
- Le PPS-1350, d'une poussée de 9 grammes-force (environ 0,09 N) ;
- Le PPS-5000, d'une poussée de 32 grammes-force (environ 0,32 N) et qui fonctionne pendant 15 000 heures et consomme 5 kW de puissance électrique ; le moteur de la SNECMA est adopté en 2015 pour la nouvelle famille de Spacebus Neo[7] ;
- Le PPS-20k qui consomme 20 kW de puissance et produit une poussée de 100 grammes-force (environ 1 N).